# Lander Aperribai
Lander Aperribai Aranda (født 15. juni 1982) er en spansk tidligere professionel cykelrytter.